# Розенбаум, Яков Михайлович
Яак (Яков) Михайлович Розенбаум (01.11.1871 — 02.04.1925) — полковник, участник Первой мировой и Гражданской войны в рядах Белого движения , Георгиевский кавалер.

## Биография

Яак Михайлович Розенбаум родился в Кяоской волости Вильяндиского уезда. Получил домашнее образование. Окончил Виленское пехотное юнкерское училище 1901 году из которого был выпущен в чине подпоручика в 179-й пехотный Усть-Двинский полк г. Поневеж. На 01.01.1909 г. -поручик в том же полку. На 01.01.1910 г. -штабс-капитан там же. Участник Первой мировой войны. В 1914 г.- командир батальона 179-го полка, награждён Георгиевским оружием (07.02.1916 г.); Полковник приказом от 15.02.1916 года. В 1917 году командир эстонского запасного батальона в Тарту. Под его руководством 4 декабря 1917 г. прошла массовая демонстрация военных и горожан на Ратушной площади с протестом против действий большевиков, незаконно захвативших власть. В апреле 1918 года переехал в Россию Поволжье, где принимал участие в гражданской войне в Сибири. Поволжская (Волжская, Народная) армия. Командир им же сформированного 7-го Хвалынского стрелкового полка (1-й Волжский генерала Каппеля корпус). Затем во 2-й Сызранской стрелковой дивизии где командовал одной из бригад. В марте 1920 года вместе с 5-м Оренбургским корпусом отступил в Китай, затем в Монголию, где в октябре 1921 года остатки корпуса сдались Красной армии. Командира корпуса серба Андрея (Андро) Бакича, начальника штаба Я. Тырванда и еще пятерых офицеров расстреляли в конце мая 1922 года. Сам же Яак Михайлович был отправлен в Соловецкие лагеря, где 02.04.1925 г. скоропостижно умер. Автор воспоминаний.